# Steffen Lauser
Steffen Lauser (født d. 4. marts 1984) er en tysk fodboldspiller og midtbanespiller for SpVgg Holzgerlingen.
Lauser kom til AC Horsens i 2007 fra den tyske storklub Hamburger SV, hvor han spillede på reserveholdet. Kort efter sin ankomst til Horsens blev han skadet, og han fik først sin debut i Superligaen den 5. maj 2008 i en hjemmekamp mod FC København, hvor han blev skiftet ind i 2. halvleg. Med et langskud scorede han sejrsmålet, og fik dermed en fantastisk debut for sin klub. I 2009 skiftede han til FSV Hollenbach